# Lüdersdorf
Lüdersdorf è un comune del Meclemburgo-Pomerania Anteriore, in Germania.

Appartiene al circondario (Landkreis) del Meclemburgo Nordoccidentale (targa NWM) ed è parte della comunità amministrativa (Amt) Schönberger Land.

## Storia
Il 1º dicembre 1991 venne aggregato al comune di Lüdersdorf il comune di Neuleben.